# Grégoire M’Bida
Grégoire M’Bida Abéga (Yaoundé, 1952. január 27. –) kameruni válogatott labdarúgó.

## Pályafutása

### Klubcsapatban
Pályafutása nagy részét a Canon Yaoundé játékosaként töltötte. 1977 és 1988 között négy bajnoki címet és két bajnokcsapatok Afrika kupáját nyert. 1982 és 1989 között Franciaországban játszott, többek között a Bastia, az Angers, a Dunkerque, a Thonon-les-Bains és a Sedan Ardennes csapataiban.  

### A válogatottban
1976 és 1989 között 34 alkalommal szerepelt a kameruni válogatottban és 7 gólt szerzett. Részt vett az 1982-es világbajnokságon, ahol az Olaszország elleni csoportmérkőzésen Francesco Graziani gólja után egy perccel egyenlített. Ez a találat volt a kameruni válogatott történetének első gólja a világbajnokságokon. Továbbá részt vett az 1982-es és az 1986-os Afrikai nemzetek kupáján, illetve tagja volt az 1984-ben Afrikai nemzetek kupáját nyerő válogatottak keretének is.

## Sikerei, díjai
Canon Yaoundé
- Kameruni bajnok (4): 1976–77, 1978–79, 1979–80, 1981–82
- Bajnokcsapatok Afrika-kupája (2): 1978, 1980
- Kupagyőztesek Afrika-kupája (1): 1979

Kamerun
- Afrikai nemzetek kupája (1): 1984